# Amaluia
Amaluia är en ort i Amerikanska Samoa (USA).   Den ligger i distriktet Västra distriktet, i den västra delen av landet, 12 kilometer sydväst om huvudstaden Pago Pago. Amaluia ligger 3 meter över havet och antalet invånare är 179.
Terrängen runt Amaluia är huvudsakligen kuperad, men åt sydost är den platt. Havet är nära Amaluia åt sydväst.  Närmaste större samhälle är Leone, 0,90 kilometer sydost om Amaluia. 
I omgivningarna runt Amaluia växer i huvudsak städsegrön lövskog.